# Eutatus
L'eutatù (gen. Eutatus) è un mammifero xenartro estinto, appartenente ai cingolati. Visse tra il Pliocene superiore e l'Olocene medio (circa 2.000.000 - 5.000 anni fa) e i suoi resti fossili sono stati ritrovati in Sudamerica.

## Descrizione
L'aspetto di questo animale doveva ricordare quello dell'attuale armadillo gigante (Priodontes maximus), e come quest'ultimo doveva raggiungere dimensioni considerevoli: doveva essere lungo oltre un metro e pesare circa 50 chilogrammi. Eutatus era caratterizzato da un carapace costituito per la maggior parte da 33 bande mobili trasversali, che ricopriva gran parte del corpo. Oltre a ciò, erano presenti bande nucali, uno pseudoscudo scapolare e uno scudo pelvico. Caso unico tra gli armadilli, la parte posteriore degli scudi che formavano la corazza era dotata di numerosi forami piliferi di grandi dimensioni; ciò indica che questi animali erano più pelosi rispetto agli armadilli attuali. Le zampe erano corte e possenti, armate di forti artigli.

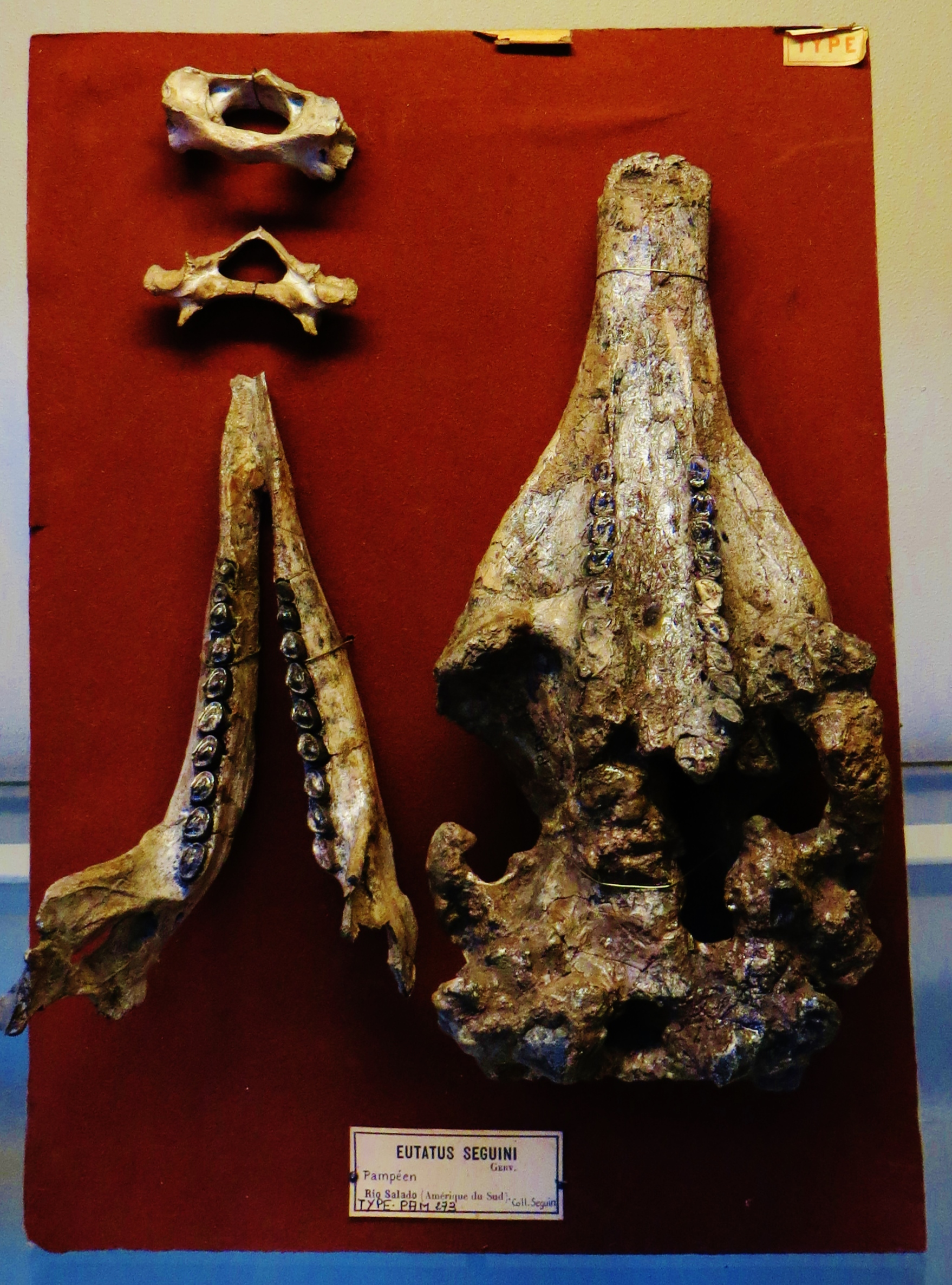
Cranio dell'olotipo di Eutatus seguini

Il cranio, lungo circa 25 centimetri, era molto allungato nella parte anteriore, con ossa premascellari e nasali molto sviluppate, ed era difeso da una struttura di placche ossee che formavano un vero e proprio scudo cefalico. Il ramo orizzontale della mandibola era lungo e snello, come quello di un altro animale simile, ma più antico (Stenotatus), ma meno robusto rispetto all'assai simile Proeutatus. Erano presenti nove denti piuttosto robusti in ogni ramo mandibolare e in ogni lato della mascella, tutti a sezione ellittica e dalla peculiare struttura della dentina.

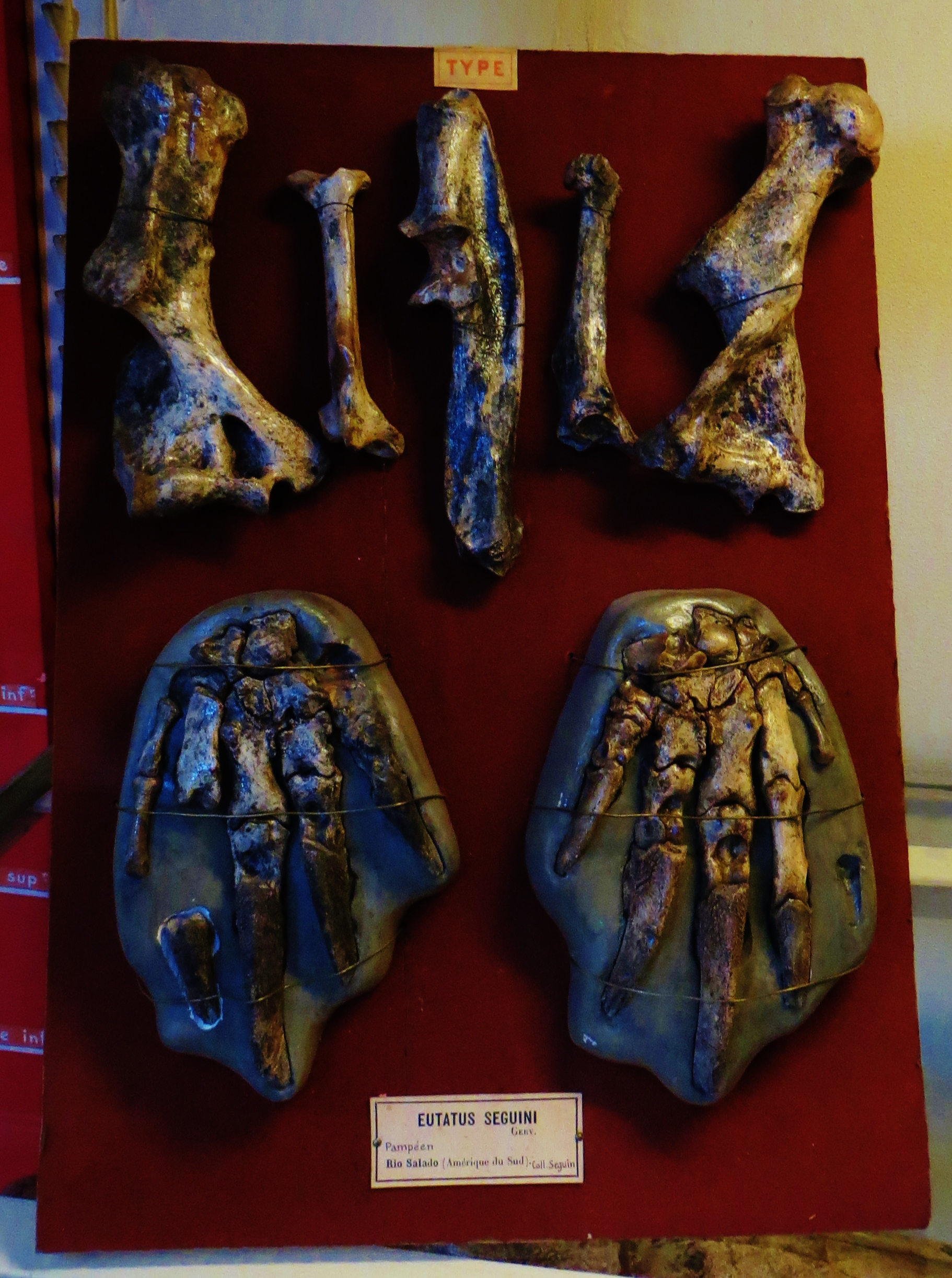
Zampe anteriori dell'olotipo di Eutatus seguini

## Classificazione
Eutatus venne descritto per la prima volta dal paleontologo francese François Louis Paul Gervais nel 1867, sulla base di eloquenti resti fossili provenienti dalla zona di Buenos Aires. La specie tipo, Eutatus seguini, è ben conosciuta grazie all'olotipo (comprendente cranio, mandibola e resti delle zampe) conservato attualmente al Museo di Storia Naturale di Parigi. Successivamente, il paleontologo argentino Florentino Ameghino descrisse ulteriori specie del genere Eutatus, sulla base di fossili rinvenuti dal fratello Carlos lungo le sponde del fiume Santa Cruz. Tuttavia, molte di queste specie vennero successivamente ascritte ad altri generi di armadilli estinti (come Eutatus oenophorus, ora Proeutatus oenophorus). Ameghino descrisse altre specie (E. brevis, E. minutus, E. punctatus) senza però definirle chiaramente a livello diagnostico, così come la specie E. ameghinoi descritta da A.F. Bordas. Tutte queste specie, secondo le più recenti revisioni, sarebbero sinonimi della specie tipo originaria, E. seguini, dalla notevole distribuzione geografica e temporale (Krmpotic et al., 2004). Ulteriori ricerche hanno messo in luce alcune differenze tra i resti più antichi, risalenti al Pliocene superiore - Pleistocene inferiore, e quelli attribuibili alla restante parte del Pleistocene e all'Olocene; per i fossili più antichi è stata quindi istituita la specie E. pascuali (Krmpotic et al., 2009). Alcuni fossili provenienti da terreni del Pleistocene superiore/Olocene, comprendenti osteodermi più grandi e dai forami di dimensione maggiore rispetto a quelli di E. seguini, sono stati descritti come una specie a sé stante, E. crispianii (Brambilla e Ibarra, 2017).

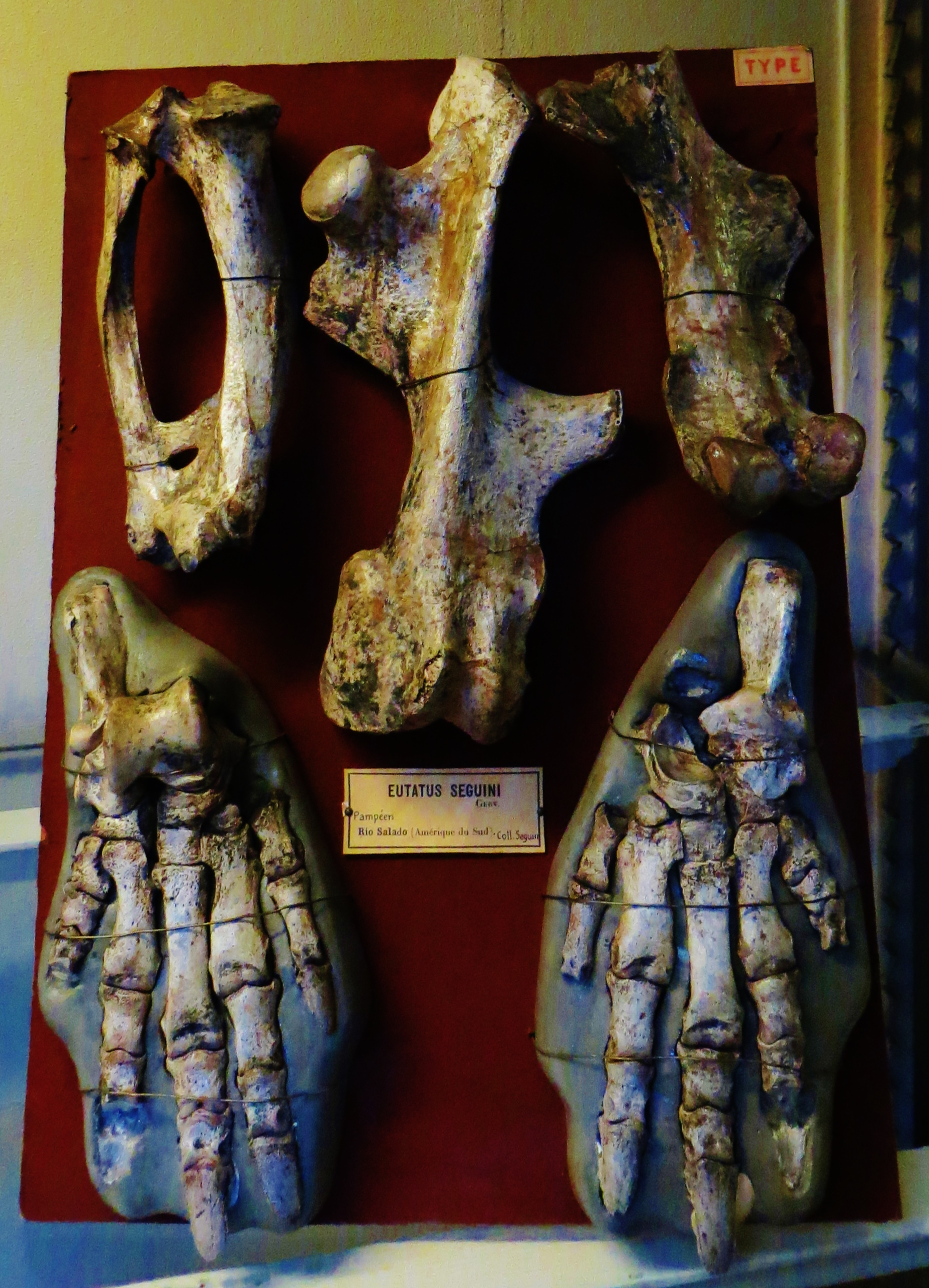
Zampe posteriori dell'olotipo di Eutatus seguini

Eutatus è uno degli armadilli estinti più conosciuti, grazie ai numerosi resti fossili ritrovati in Argentina e in Uruguay, e sono noti anche scheletri quasi completi. L'unico esemplare completo è stato scoperto nel 1996 da José Luis Ramirez lungo le rive del rio Salto, e ha un'età di circa 60.000 anni. Questo esemplare è esposto nel Museo de Paleontología y Arqueología José F. Bonaparte nella città di Salto (provincia di Buenos Aires).
Eutatus è il genere eponimo degli Eutatini, un gruppo di armadilli di dimensioni medio-grandi dalle specializzazioni verso una dieta erbivora, noti fin dal Miocene. A volte questi animali sono stati classificati accanto ai grandi gliptodonti e ai pampateri (Engelmann, 1985), ma è opinione generale che il gruppo Eutatini possa essere polifiletico (con il genere Proeutatus effettivamente affine ai gliptodonti). In ogni caso, secondo la classificazione corrente Eutatus e le forme simili sono ascrivibili alla famiglia Chlamyphoridae.

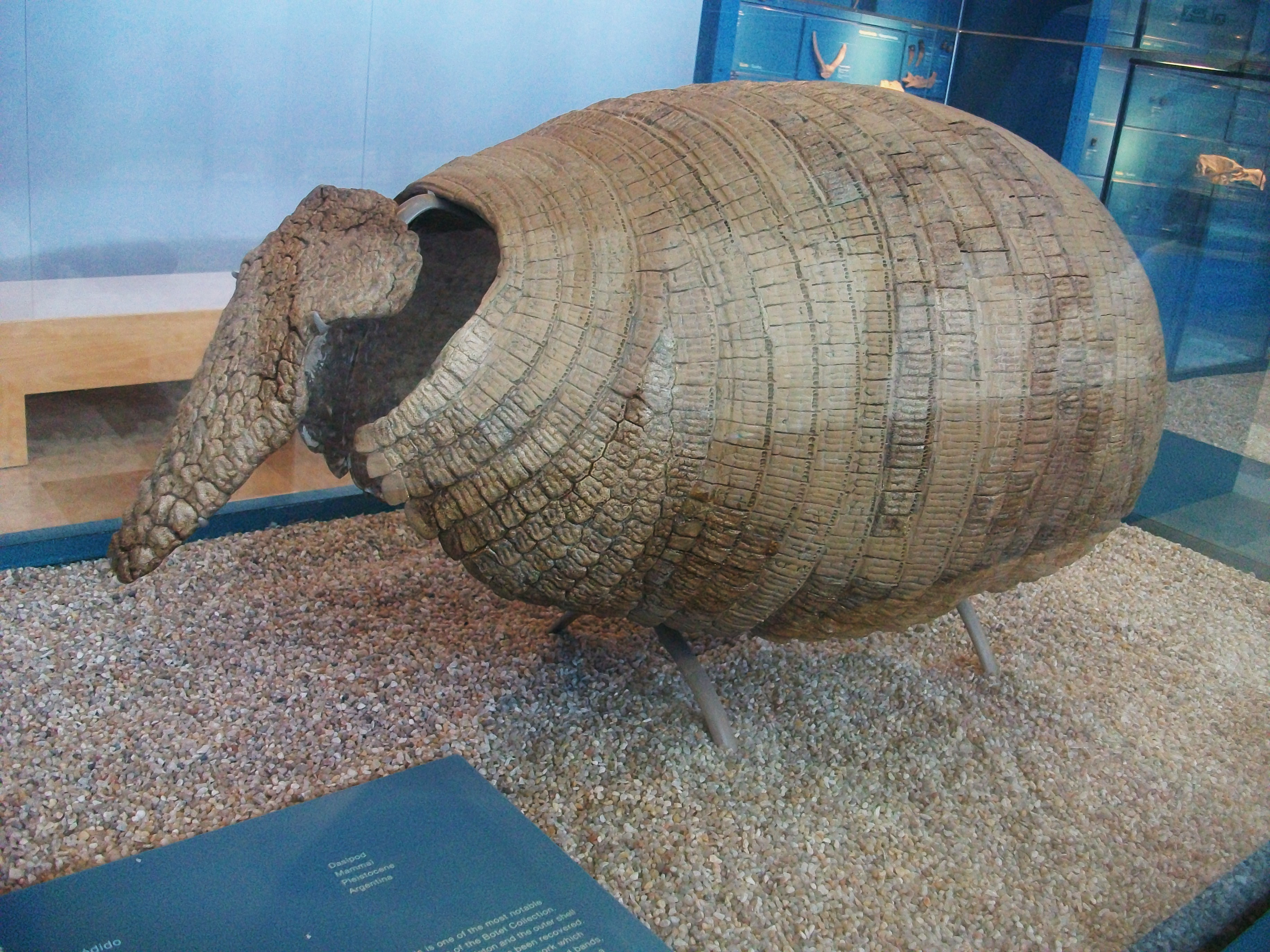
Corazza di Eutatus punctatus (=E. seguini)

## Paleoecologia
Le specializzazioni dentarie di Eutatus indicano che questo animale doveva essere un erbivoro, al contrario della maggior parte degli armadilli. In ogni caso, non è improbabile che Eutatus si nutrisse anche di piccoli animali. Nella zona di Mar del Plata sono state ritrovate numerose strutture di grosse dimensioni, interpretabili come tane scavate nel terreno da qualche grosso animale dotato di artigli possenti; le strutture, risalenti al Pleistocene, sono larghe circa un metro e profonde alcuni metri. Queste tane potrebbero essere state scavate da grandi armadilli come Eutatus o Pampatherium, ma anche da bradipi giganti come Glossotherium o Scelidotherium (Vizcaíno et al., 2001).

## Estinzione
Eutatus è uno dei pochi animali sudamericani scomparsi ad essere sopravvissuto all'estinzione di fine Pleistocene. Riguardo alla sua scomparsa, gli antichi amerindi sicuramente giocarono un ruolo determinante: i fossili di Eutatus sono stati ritrovati in siti archeologici dei primi insediamenti umani della regione delle pampas, come la "Cueva Tixi" nella Sierra de la Vigilacia, in cui sono stati rinvenuti anche i resti di altre specie che ne condividevano l'habitat: Ozotoceros bezoarticus, Lama guanicoe, Myocastor coypus, Lagostomus maximus, Dasypus hybridus, Chaetophractus villosus, Zaedyus pichiy e Rhea americana.